# Qualité des systèmes informatiques
Les systèmes informatiques disposent d'une gestion de la qualité particulière. La qualité des systèmes informatiques intègre au projet de développement une approche permettant de contrôler autant que possible le produit final. Elle concerne :
- la qualité des processus de réalisation ;
- la qualité des processus d'ingénierie des systèmes, notamment mis en œuvre par le génie logiciel, que l'on nomme également sûreté de fonctionnement des systèmes informatiques (une application particulière de la sûreté de fonctionnement).

La sécurité informatique dépend grandement de la qualité des systèmes.
La qualité des systèmes informatiques implique un grand nombre de concepts. L’approche processus doit être complétée de l’approche d’amélioration continue.

## Qualité des processus de réalisation
Les enjeux d'un projet informatique peuvent être parfois très importants. Leur gestion doit prendre en compte :
- les besoins fonctionnels explicites ou implicites ;
- Les coûts ;
- Les délais ;
- Les risques ;
- Les caractéristiques qualité qui font souvent partie des besoins implicites,

et ce, tout au long du cycle de développement.
La démarche de qualité des processus mise en œuvre apporte au projet une plus-value. Trois types de processus peuvent être considérés :
- Les processus de pilotage (management, organisation) ;
- Les processus opérationnels ou de base (pour le client) ;
- Les processus de soutien (logistique).

L'ensemble de ces processus constituent le référentiel qualité du projet ou même de l'entreprise. La norme ISO 15504, appelée pendant son élaboration « SPICE », propose une cartographie de processus pour le référentiel. La norme CMMI propose des processus semblables, la différence entre ces deux normes est que la CMMI propose un ordre d'application des processus, alors que l'ISO laisse ce choix aux professionnels qui peuvent même adapter le référentiel.
On retrouve par exemple les processus suivants :
- Gestion de projet  ;
- Gestion des risques : elle permet de :
  - Définir de façon pertinente des objectifs de coûts, délais, performances ;
  - Organiser la réactivité ;
  - Atteindre plus sûrement  les objectifs du projet.
- Gestion de configuration : elle assure :
  - la traçabilité ;
  - la visibilité ;
  - la disponibilité ;
  - la lisibilité ;
  - la protection des différents éléments de configuration.
- Gestion des modifications : Les modifications sont toujours déstabilisantes. Elles augmentent le coût de développement et peuvent conduire à une régression de la qualité de la documentation et des programmes. Elles ont un impact sur :
- La maintenabilité ;
- La fiabilité ;
- La correction.

### Outils

#### Lamétrologie
La qualité des systèmes informatiques utilise la métrologie comme moyen de contrôle. Elle permet de :
- Comparer les projets entre eux ;
- Mesurer les progrès, les régressions ;
- Fixer des objectifs précis de qualité ;
- Posséder des détecteurs de non-qualité potentielle ;
- Permettre une visibilité sur le projet pour le client.

Elle permet de travailler sur trois niveaux de mesure et indicateur :
1. Produit ou service qui concerne plus la partie sûreté de fonctionnement ;
2. Processus :

- - Paramètres du processus ;
  - Indices de stabilité ;
  - Taux de dysfonctionnement ;

1. Clients :

- - Taux de service ;
  - Indice d’insatisfaction ;
  - Taux de réponse (favorables/défavorables).

## Qualité des processus d'ingénierie des systèmes
Toutes les méthodes de sûreté de fonctionnement participent, lors du développement du produit, à la qualité finale, ayant pour objectif la satisfaction du client.